# Emerentiana

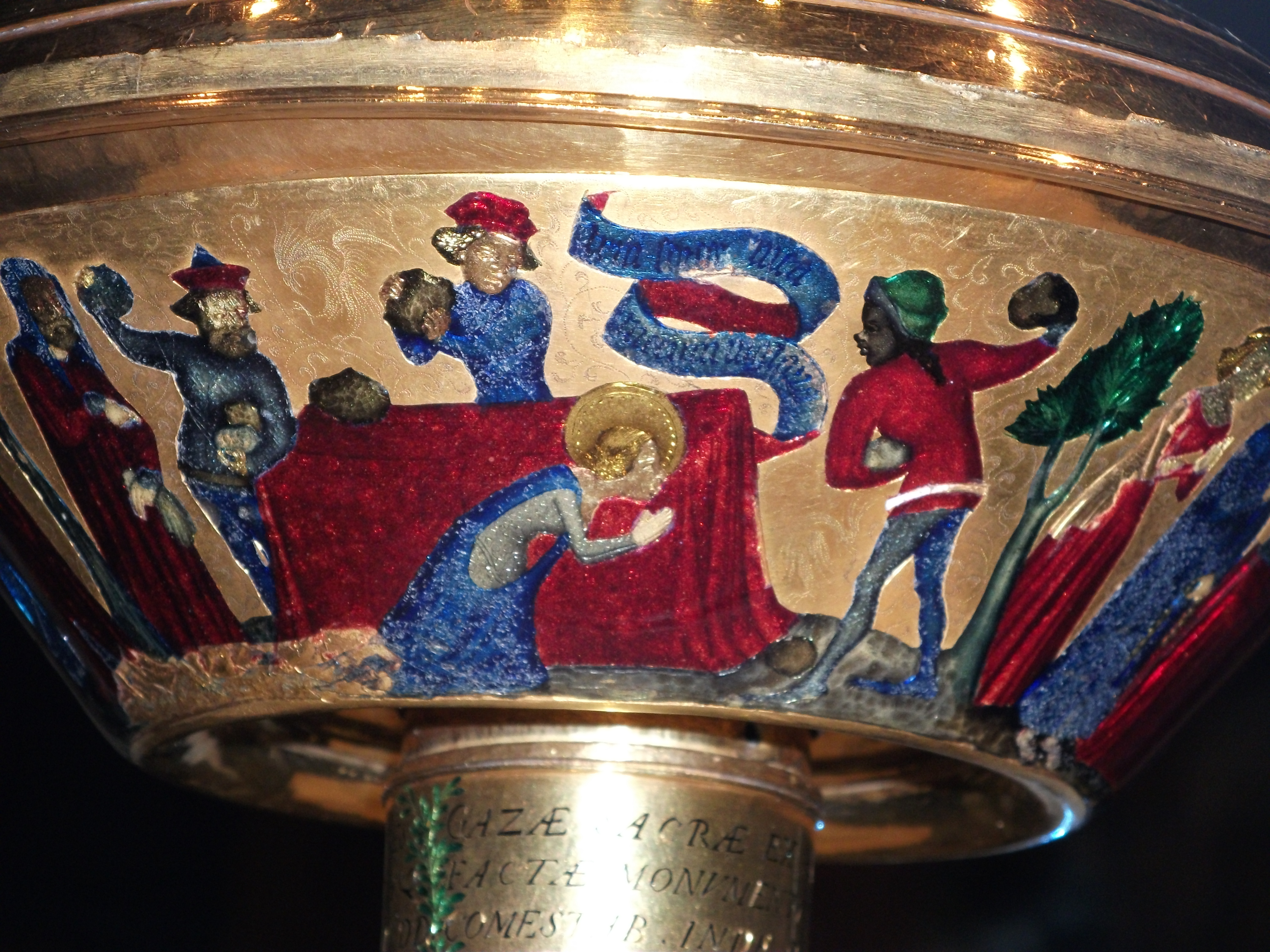
Darstellung Emerentianas auf dem Royal Gold Cup (auch Saint Agnes Cup)

Die heilige Emerentiana war eine römische Märtyrerin, die Mitte des 3. oder zu Beginn des 4. Jahrhunderts lebte.

## Leben

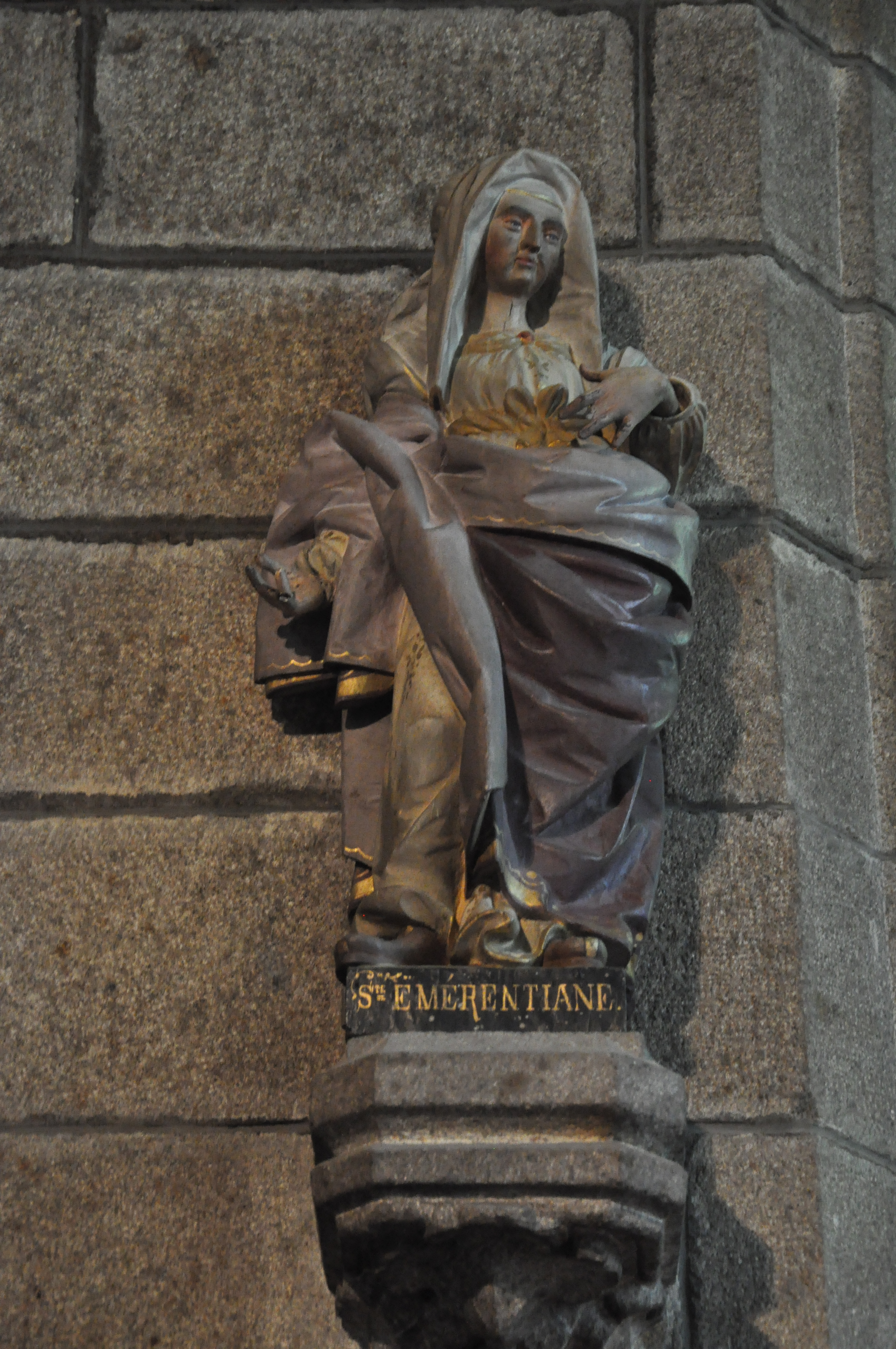
Statue der Emerentiana in der Kirche von Villedieu-les-Poêles (Normandie)

Nach der Legende der heiligen Agnes von Rom war Emerentiana eine Sklavin, ihre Mutter war Agnes’ Amme und Kinderfrau. Agnes war eine reiche römische Erbin, die den Märtyrertod starb, weil sie dem Christentum nicht abschwören wollte.
Einige Tage nach Agnes’ Tod ging Emerentiana als Katechumene (d. h. in Vorbereitung auf die Taufe) zu ihrem Grab, um zu beten, und wurde dabei von einer Menschenmenge angegriffen und gesteinigt.

## Verehrung
Ihr Gedenktag ist der 23. Januar. Sie wird als junges Mädchen dargestellt, das entweder Steine in ihrem Schoß und Lilien in der Hand hat oder von der Menge gesteinigt wird. Ihr Grab befindet sich in der Kirche Sant’Agnese fuori le mura in Rom. Ein ihr gewidmeter Altar mit einem Marmorrelief von Ercole Ferrata, das ihr Martyrium darstellt, steht in der Kirche Sant’Agnese in Agone.
Die heilige Emerentiana ist Schutzheilige des Benediktinerstiftes Marienberg: Durch Vermittlung des Superiors der Kapuzinermission in Oberrätien, Pater Ignatius von Bergamo, kam die Abtei in den Besitz der Reliquien der heiligen Emerentiana, die ab 1630 als zweite Patronin (Copatronin) der Stiftskirche verehrt wurde.
Verehrt wird die heilige Emerentiana auch in Haiti. Ihr ist die Pfarrkirche Sainte-Eméricienne in Lavaud im Bistum Port-de-Paix geweiht.